# سگرا
سگرا (به اسپانیایی: Segarra) یک منطقهٔ مسکونی در اسپانیا است که در استان لریدا واقع شده‌است. سگرا ۷۲۲٫۸ کیلومتر مربع مساحت و ۲۲٬۷۱۳ نفر جمعیت دارد.